# Hermann von Engelbrechten
Hermann Friedrich Christian von Engelbrechten, auch von Engelbrecht, (schwedisch Herman Fredrik Christian von Engelbrechten; * 12. Dezember 1765 in Wismar; † 5. April 1818 in Kristianstad) war ein Generalleutnant, der in schwedischen und preußischen Diensten gestanden hatte.

## Leben

### Herkunft
Hermann von Engelbrechten war der Sohn des Tribunalsassessors Johann Gustav Friedrich von Engelbrechten (1733–1806) und dessen Ehefrau Regina Sophia Henrietta, geb. von Engelbrechten (* 14. November 1745; † 26. November 1792 in Stralsund), einer Tochter des Juristen Hermann Heinrich von Engelbrecht.

### Militärkarriere
Nach der Erziehung im elterlichen Hause wurde Engelbrechten als Zehnjähriger im Leibregiment der Königin („Drottningens Livregemente till fot“) in Stralsund (Schwedisch-Pommern) als „Förare“ (Unteroffizierdienstgrad, für die tägliche Visitierung der Kranken einer Kompanie verantwortlich) enrolliert und begann seinen aktiven Militärdienst 1779. Im Jahre 1782 wurde er aufgrund seines Ansuchens durch König Gustav III. beurlaubt, um in preußischen Diensten als Kornett in das Zietenschen Husarenregiment eintreten zu können.
Im Jahre 1787 wurde er wegen des Konflikts zwischen Russland und Schweden zurückgerufen. Mit dem Russisch-Schwedischen Krieg begann Engelbrechtens rasanter militärischer Aufstieg. Im für den Krieg aufgestellten Freibataillon von Hintzenstern führte er die 3. Kompanie. Nach dem Kriegsende wurde benanntes Bataillon auf die beiden in Stralsund in Garnison liegenden Regimenter verteilt, wobei Engelbrechten zunächst als überkompletter Offizier zum Psilanderhielmschen Regiment kam. Zwei Monate später erhielt er eine Capitainsstelle in dem Göta-Garderegiment des Königs in Schweden. Am 6. Mai 1792 wurde er zunächst zum Major in der Armee befördert, am 1. Juli 1793 zum Major im Regiment und am 24. Juni 1794 zum Seconde-Major (stand in der Rangfolge eines schwedischen Regiments nach Oberst, Oberstleutnant und Premier-Major an vierter Stelle). Seine Dienstobliegenheiten führte zu einem beständigen Kontakt zum König. So kommandierte er im Januar und Februar 1792 auf Wunsch des Königs dessen Leibwache von 200 Mann während des Reichstages zu Gävle. Nach Gustav III. Ermordung ernannte dessen Nachfolger, Gustav IV. Adolf bzw. während dessen Unmündigkeit der Regent Karl (XIII.) Engelbrechten am 15. Juni 1795 zum Flügeladjutanten. Sogleich wurde er beauftragt, den dänischen Manövern bei Kopenhagen beizuwohnen und über seine Beobachtungen einen Bericht anzufertigen. Für seine Verdienste erhielt er zunächst am 3. Februar 1796 die Beförderung zum Premier-Major, am 11. Mai zum Oberstleutnant und am 19. Oktober 1796 den Posten als Oberst und Chef des vormaligen Psilanderhielmschen Regiments in Stralsund, das fortan seinen Namen trug. Ehrenweise erhielt er den Titel als „Second Chef“ beim Göta Garderegiment und wurde am 16. November 1799 zum Ritter des Schwert-Ordens ernannt. Diplomatische Missionen führten ihn als nunmehrigen Generaladjutanten 1805 und 1806 nach Lauenburg, Mecklenburg-Schwerin und Preußen.
Während des Vierten Koalitionskrieges wurde er im März 1807 zum preußischen König Friedrich Wilhelm III. und zum russischen Hauptquartier des Generals Benningsen kommandiert, kehrte dann im Juni nach Stralsund zurück, um am 8. Juli 1807 erneut mit königlichem Auftrag zum preußischen König entsendet zu werden. Nach seiner Rückkehr nach Stralsund diente er weiterhin als Generaladjutant des Königs, während sein Regiment bei seinen häufigen Abwesenheiten von dem Oberstleutnant Carl Wilhelm von Gützkow kommandiert wurde. Nach dem Fall Stralsunds folgte er dem König zurück nach Schweden. Während des Krieges gegen Russland stand er der Nordgruppe der Schwedischen Armee in Schweden vor und ging erneut 1809 in diplomatischer Mission nach Preußen. Als Anerkennung seiner Verdienste erhielt er am 3. Juli 1809 den Kommandeursgrad des Schwert-Ordens. Im Rahmen der militärischen Reorganisation der schwedischen Truppen in Schwedisch-Pommern war er 1811 Befehlshaber der 1. Brigade und erhielt am 14. Januar 1812 die Vollmacht zum Generalmajor, allerdings bei Beibehaltung des Lohnes eines Obersts. Im Jahre 1813 wurde der am 7. August zum Militärbefehlshaber über Schwedisch-Pommern ernannt. Am 27. Juli 1814 folgte die Verleihung des Großkreuzes des Schwert-Ordens sowie seine Beförderung zum Generalleutnant.
Beim Übergang des Landesteils an Preußen wurde er am 4. November 1815 mit diesem Dienstgrad in der Preußischen Armee angestellt. Am 13. März 1817 ernannte ihn der König zum Gouverneur von Stralsund und übertrug ihm am 6. Februar 1818 zusätzlich die Landwehrinspektion im Regierungsbezirk Stralsund.
Während einer diplomatischen Mission, die ihn an den schwedischen Hof führen sollte, verstarb er 1818 in Kristianstad an einem Schlagfluss. Engelbrechten war Kommandeur vom Großkreuz des Schwert-Ordens und Ritter des Roten Adlerordens I. Klasse sowie seit 30. Dezember 1815 auch Chef des 33. Infanterieregiments der Preußischen Armee.

### Familie
Engelbrechten war mit Hedwig Dorothea Karoline von Behr verheiratet. Aus dieser Ehe ging ein Sohn hervor:
- Gustav Karl Ludwig (* 1788 in Wendisch Baggendorf)

Nach der Scheidung von seiner ersten Ehefrau heiratet er Marie Sophie Ohlsen aus Ystadt. Mit ihr hatte er den Sohn:
- Hermann Moritz (* 22. September 1800 in Rostock; † 5. Februar 1841 in Berlin), preußischer Kapitän und Kompaniechef im Kaiser Alexander Garde-Grenadier-Regiment Nr. 1

Ein natürlicher Sohn war
- Hermann von Engelbrechten (* 1800; † 1842). Er erhielt am 12. März 1814 die schwedische Adelslegitimation. Für dessen Sohn, Hermann von Engelbrechten (* 1840; † 1902), erging durch außerordentliche Kabinettsorder in Hannover am 5. September 1881 mit Diplom vom 21. Juni 1882 nach der Eheschließung mit Clara von Ilow die Namens- und Wappenvereinigung mit den von Ilow als von Engelbrechten-Ilow.

### Ahnentafel
| Ahnentafel Hermann von Engelbrechten  | Ahnentafel Hermann von Engelbrechten                                                           | Ahnentafel Hermann von Engelbrechten                                                           | Ahnentafel Hermann von Engelbrechten                                                           | Ahnentafel Hermann von Engelbrechten                                                           | Ahnentafel Hermann von Engelbrechten                                                           | Ahnentafel Hermann von Engelbrechten                                                           | Ahnentafel Hermann von Engelbrechten                                                           | Ahnentafel Hermann von Engelbrechten                                                           |
| ------------------------------------- | ---------------------------------------------------------------------------------------------- | ---------------------------------------------------------------------------------------------- | ---------------------------------------------------------------------------------------------- | ---------------------------------------------------------------------------------------------- | ---------------------------------------------------------------------------------------------- | ---------------------------------------------------------------------------------------------- | ---------------------------------------------------------------------------------------------- | ---------------------------------------------------------------------------------------------- |
| Urgroßeltern                          | Georg Bernhard von Engelbrechten (1658–1719) ⚭ Maria Mevius                                    | Georg Bernhard von Engelbrechten (1658–1719) ⚭ Maria Mevius                                    | Christoph Erhard von Corswanten (1644–1706) ⚭ N.N.                                             | Christoph Erhard von Corswanten (1644–1706) ⚭ N.N.                                             | Hermann Christoph von Engelbrecht († 1720) ⚭ Margarethe Sophia Hagemeister (1686–1720)         | Hermann Christoph von Engelbrecht († 1720) ⚭ Margarethe Sophia Hagemeister (1686–1720)         | Adolph von Bährenfels ⚭ N.N.                                                                   | Adolph von Bährenfels ⚭ N.N.                                                                   |
| Großeltern                            | Joachim Friedrich von Engelbrechten (1677–1740) ⚭ Anna Margareta von Corswanten (* 1676)       | Joachim Friedrich von Engelbrechten (1677–1740) ⚭ Anna Margareta von Corswanten (* 1676)       | Joachim Friedrich von Engelbrechten (1677–1740) ⚭ Anna Margareta von Corswanten (* 1676)       | Joachim Friedrich von Engelbrechten (1677–1740) ⚭ Anna Margareta von Corswanten (* 1676)       | Hermann Heinrich von Engelbrecht (1709–1760) ⚭ Ulrika Amalia von Bährenfels                    | Hermann Heinrich von Engelbrecht (1709–1760) ⚭ Ulrika Amalia von Bährenfels                    | Hermann Heinrich von Engelbrecht (1709–1760) ⚭ Ulrika Amalia von Bährenfels                    | Hermann Heinrich von Engelbrecht (1709–1760) ⚭ Ulrika Amalia von Bährenfels                    |
| Eltern                                | Johann Gustav Friedrich von Engelbrechten (1733–1793) ⚭ Regina Sophia von Engelbrecht (* 1745) | Johann Gustav Friedrich von Engelbrechten (1733–1793) ⚭ Regina Sophia von Engelbrecht (* 1745) | Johann Gustav Friedrich von Engelbrechten (1733–1793) ⚭ Regina Sophia von Engelbrecht (* 1745) | Johann Gustav Friedrich von Engelbrechten (1733–1793) ⚭ Regina Sophia von Engelbrecht (* 1745) | Johann Gustav Friedrich von Engelbrechten (1733–1793) ⚭ Regina Sophia von Engelbrecht (* 1745) | Johann Gustav Friedrich von Engelbrechten (1733–1793) ⚭ Regina Sophia von Engelbrecht (* 1745) | Johann Gustav Friedrich von Engelbrechten (1733–1793) ⚭ Regina Sophia von Engelbrecht (* 1745) | Johann Gustav Friedrich von Engelbrechten (1733–1793) ⚭ Regina Sophia von Engelbrecht (* 1745) |
| Hermann von Engelbrechten (1765–1818) |                                                                                                |                                                                                                |                                                                                                |                                                                                                |                                                                                                |                                                                                                |                                                                                                |                                                                                                |